# Nightmare Man
Nightmare Man è un film del 2006 diretto da Rolfe Kanefsky.

## Trama
Un pacco, ordinato da Roma, arriva a Ellen e William. Dentro il pacco doveva trovarsi una maschera del dio della fertilità, mentre invece i due vi trovano una maschera con due corna. Il marito si dimostra un uomo freddo e insensibile che non prova alcun desiderio di far sesso con la moglie. Quando quest'ultima si fa una doccia, sente strani rumori, e, recandosi in soffitta, scopre che il marito ha indossato la maschera: diventato L'uomo dell'incubo, la uccide violentandola.
In realtà era tutto un sogno fatto da Ellen, che ha spesso questo tipo di incubi, senza saperne la ragione. Nonostante ci siano realmente dei problemi sessuali tra loro, William non è affatto un uomo freddo, bensì un uomo amoroso e caloroso. La maggior parte degli psicologi ha affermato che Ellen ha qualche disturbo psichico, e per questo deve essere rinchiusa in manicomio per ulteriori test. Per la strada, tuttavia la benzina della macchina termina, e dopo aver avuto una discussione con la moglie per aver portato - su consiglio del dr. Evans - una maschera dell'uomo incubo, decide di andare alla stazione di rifornimenti più vicina. Ellen, rimasta da sola, percepisce la presenza del suo incubo. Credendo che si tratti soltanto di allucinazioni, la donna prende delle medicine, ma invece l'assassino è reale. Il killer la aggredisce ma Ellen, impaurita e ferita, riesce a fuggire via.
L'uomo dell'incubo e Ellen combattono in un bosco, fino a quando la ragazza viene tratta in salvo da quattro ragazzi (Ed, Mia, Trinity e Jack) che stavano giocando al gioco obbligo o verità all'interno di una dimora là vicino. Dopo aver raccontato ai ragazzi quello che le è successo, Jack si fa dare il numero di William per chiamarlo. Il marito di Ellen rassicura tutti e si fa dare indicazioni stradali, ma dice a William che non c'è alcun pazzo assassino lì fuori visto che in realtà la moglie è una schizofrenica e molto probabilmente si è ferita da sola. Il gruppo di ragazzi ha opinioni contrastanti su di lei, ma incominciano a credere tutti che sia realmente pazza quando incomincia a dire cose del tipo: È uscito da dentro di me. Quando inizia a diventare troppo aggressiva, Jack è costretto a stendere Ellen per il suo bene.
Mentre Jack giura a Trinity che il loro matrimonio non sarà mai come quello di Ellen e William, Ed e Mia parlano di come preferirebbero morire piuttosto di essere come la ragazza. A un certo punto, qualcuno uccide Ed con la balestra di Mia, persa dalla ragazza appena salvata Ellen, e l'omicida sembra in tutto per tutto l'uomo incubo. La tensione dentro la casa si fa sempre più alta, soprattutto quando Jack viene a sapere che Mia e Trinity in passato hanno fatto sesso. Ellen, risvegliata, rivela che il l'uomo incubo è legato e lei, e che deve troncare questa connessione. I ragazzi le impediscono di suicidarsi, ma nel frattempo appare il killer, che uccide Trinity e Jack, per poi nascondersi nelle ombre della notte. Arriva intanto William, che non può credere che la storia sull'uomo incubo sia reale. Ellen dice a tutti che se non prenderà le pillole, l'assassino si impossesserà di lei. William così si reca nuovamente nel bosco, dove incontra il killer. In realtà l'uomo incubo è un assassino ingaggiato dallo stesso William esasperato dalla schizofrenia della moglie. Il finto uomo incubo attacca l'unica persona che difende il suo obiettivo: Mia. Sul punto di ucciderla, Ellen si trasforma nel vero Nightmare Man togliendo la maschera all'assassino e uccidendolo. Arriva poi il turno di William. Ellen gioca con lui, smascherando tutte le menzogne dette fino a quel momento e schiacciando il suo cuore, uccidendolo. Mia, l'ultima rimasta, si confronta con il vero uomo incubo, al quale riesce a frantumare il cranio. Lo spirito del maligno entra nel corpo della ragazza, stuprandola.
I poliziotti, una volta arrivati sulla scena del crimine, trovano Mia come unica superstite. La donna cerca di avvertirli che il male è dentro di lei, ma non viene creduta.

## Premi
| Anno | Manifestazione                    | Premio         | Categoria          | Ricevente | Risultato       |
| ---- | --------------------------------- | -------------- | ------------------ | --------- | --------------- |
| 2006 | Louisville Fright Night Film Fest | Festival Prize | Miglior fotografia | Paul Deng | Vincitore/trice |